# 레키조
레키조(歴女, 역녀) 또는 역사녀는 일본 여성 역사광으로, 사교 모임에서 산업화 이전 일본의 말투와 매너리즘을 사용할 수도 있다. 레키조는 일종의 오타쿠, 즉 특정 관심사에 집착하는 사람들이다. 유행과 관련된 경제 활동은 2010년 기준으로 연간 7억 2,500만 달러를 창출했다.

## 어원
레키조는 '역사를 좋아하는 소녀'의 줄임말로, 문자 그대로 '역사를 사랑하는 소녀'(歴史好木の女子, 레키시즈키노조시)의 줄임말이다.

## 관심 대상

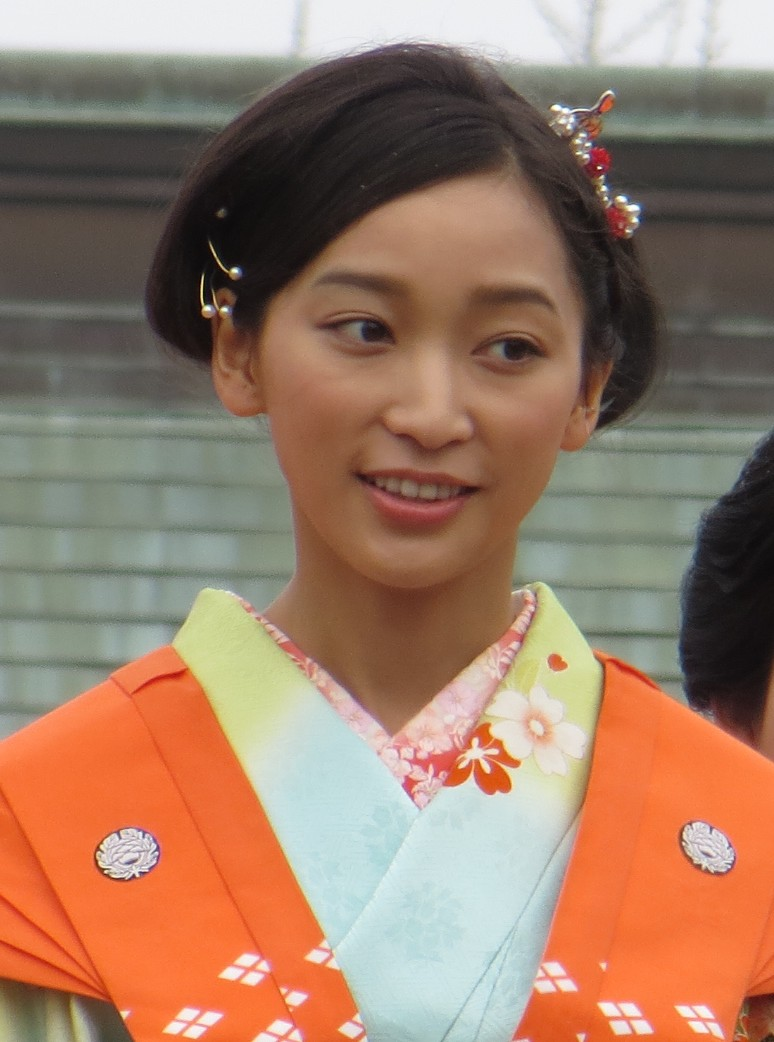
와타나베 안네

신센구미가 레키조의 일반적인 관심 대상이다. 그 밖의 관심 대상인 다른 역사적 인물은 아래와 같다:
- 다테 마사무네
- 사나다 노부시게
- 이시다 미쓰나리
- 나오에 가네쓰구
- 사카모토 료마
- 이와모토 데쓰조

## 같이 보기
- 일본의 만화와 애니메이션 팬덤
- 코스프레
- 전국 바사라